# Sultan Kigab
Sultan Kigab (en árabe: عبدالمجيد سلطان كيجاب‎; Estado Norte, Sudán; 1955 - Nueva York, Estados Unidos; 17 de octubre de 2024) fue un nadador y político sudanés especialista en la natación de larga distancia.

## Natación
Kigab comenzó su carrera como percusionista y coro con Naam Adam, Ishag Karamallah y Zaki Abdul Karim en 1962, pero fue nadador desde muy joven. En 1967 se unió al Graduate Club y participó en el campeonato de cortometros de distancia y waterpolo, luego se fue a la natación de larga distancia junto a Fathi Bayram, Huda Hamdi, Hiba Mohamed Ali, Mona Karrar y Sara Gadalla Gubara; donde demostró su valía en carreras de resistencia y sprint. En 1969 fue elegido para representar a Sudán en la carrera Maratona del Golfo Capri - Napoli (36 km) en Italia, junto con sus colegas Mohamud Mustafa y Fadel Suleiman.
En 1970 se unió al club de natación Al-Merrikh y fue el primer equipo de natación en el club. En octubre del mismo año representó a Sudán en la Raza Internacional de Natación de Latakia en Siria en 1971.
En 1972 fue elegido para competir en el Flower Show de la ciudad canadiense de Mestine. Después de eso fue invitado por Canadá a representar a Sudán en el Campeonato Mundial de Canadá. Continuó participando en los siguientes siete Campeonatos del Mundo de Canadá donde nadó el as de relevos de 24 horas. En 1973 finalizó en el noveno puesto, nadando a 46 millas (74 km) en la carrera de La Tuque, Quebec y 32 (de 35) en general en el ranking de la Federación Mundial de Maratón de Natación Profesional (WPMSF).

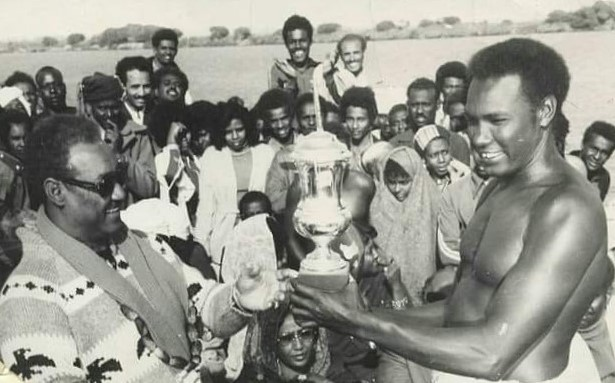
El presidente Yaafar al-Numeiry entregando la copa en 1974.

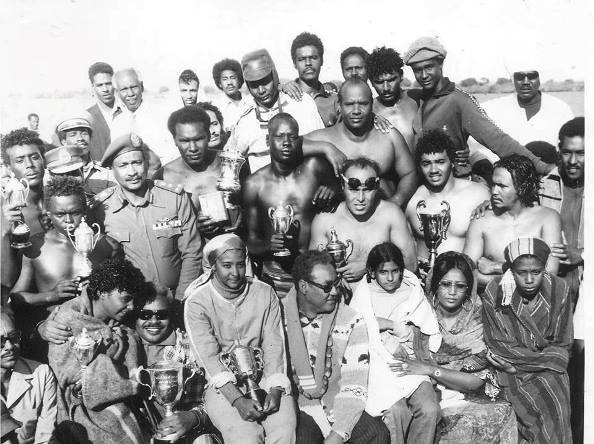
Participantes en la Sudan Independence Holidays en 1978. Kigab está detrás de Sarah en la segunda fila.

En junio de 1974 estableció y compitió en la carrera de Jabal Awliya (50 km), una de las carreras más largas del mundo, que partió de la presa de Jabal Awliya en el Nilo Azul y terminó en el edificio de televisión en Omdurman. Allí llegó primero, cubriendo la distancia en 13 horas, seguido por Salim y Sara Gubara. En la carrera de Atbara (30 km) y 1974 Wad Madani a la carrera Um-Sunat (30 km), donde participaron 30 nadadores finalizó de primero. En la carrera de 1978 de Wad Nemari a Dongola (30 km), celebrada durante las fiestas de la Independencia también llegó en primer lugar. Participó en la mayoría de los eventos nacionales, Al-Alefon a la carrera de Jartum, el Monte Olya, el Al-Hudaybah a Atbara, Al-Qamar a Abu Rouf y las regatas del Festival de la Unidad.
Kigab estableció la primera escuela de natación para jóvenes en 1975 y el número de los graduados de las escuelas de natación llegó a más de 40.000 jóvenes. En 1975 Kigab afirmó participar en el centenario de la primera nadadora inglesa al otro lado del Canal de la Mancha en 1875 en la ciudad inglesa de Folkestone. En 1978, el presidente Nimeiry ordenó a Kigab cruzar el Canal de la Mancha, pero renunció a 2,2 millas (3,2 km) de la costa francesa. Kigab lo intentó de nuevo y fracasó. Sin embargo, Kigab afirmó cruzar el Canal de la Mancha en un intento diferente en 11 horas y media, que no se menciona en la lista completa oficial de exitosos datos del Canal, registros, estadísticas e información de nadador.
En 1977, Kigab se ubicó en el puesto 20 (de 21) en el ranking del FSM después de llegar en el lugar 13 (de 14) en la carrera del 10 de julio en Chibougamau, Quebec, que tenía una distancia de 10 millas (16 km), que terminó en 05:11:10. El 12 de agosto de 1979 no terminó el Traversée Internationale du lac Memphrémagog en Quebec, Canadá. Kigab se convirtió en ciudadano canadiense en 1979.
En 1981 se ubicó en el puesto 11 (de 16) en el ranking de la FSM después de llegar último en la carrera de Luxor, Egipto; que fue el 10 de mayo y la carrera de Port Said el 2 de octubre, y 11 (de 12) en La Tuque, Canadá (24 km) que fue el 19 de julio. La última carrera en Alejandría fue cancelada debido al asesinato de Anwar Sadat. James Kegley, un nadador de honor en el Salón de la Fama de la Natación de Maratón Internacional, recuerda a Kigab corrigiendo hacia él mientras Gritando "¡Sadat ha sido baleado!". El 29 de julio de 1984 participó en el Traversée internationale du lac St-Jean en Quebec, Canadá, pero no terminó.
Kigab afirmó cruzar el frío Lago Sagni en 15 horas 3 veces. Participó en el Campeonato Internacional de Natación de Montreal 4 veces, el Leg Sangan 3 veces, la Chicago World Race en Lake Michigan, EE. UU., la Loth Cabot World Race en México, todas las carreras internacionales de Egipto - la Nile Race - la Raza del Canal de Suez - la Luxor Race. Cruzó el lago Magog, que se encuentra entre América y Canadá a una distancia de 50 km 4 veces. Participó en el Campeonato Iraquí para la natación a corta distancia, que se celebró en 1994 con su compañero nadador Majid Talaat Farid, dirigiendo la expedición de natación. A lo largo de su carrera deportiva, ganó 126 premios, copas, medallas, escudos y certificados.

## Tras el retiro
Después de su retiro, Kigab participó en las reuniones del Comité Olímpico Internacional en Montreal como representante de Sudán. Trabajó como secretario de la Federación General de Natación Local. Fue instructor de natación en Canadá en más de 10 clubes canadienses. También trabajó como entrenador de natación en el Saudi Al-Nasr Swimming Club en 1982.

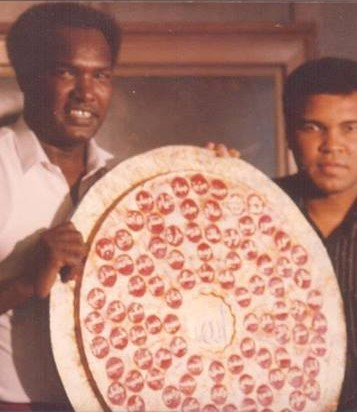
Muhammad Ali y Kigab durante la visita de Ali a Sudán en 1988.

Según Kigab, convenció a Muhammad Ali para que visitara Sudán en 1988, visita durante la cual Ali visitó campos de refugiados para crear conciencia sobre la hambruna inducida por la guerra. La Organización Islámica Dawa, entre otros, también se atribuyó la visita de Ali.
Kigab y su colega, el periodista Mirghani Abu Shana, prepararon el programa "Nafhat Al-Sabah*, que fue presentado por Laila al Maghrabi. Preparó un programa para honrar a atletas, artistas, poetas y periodistas con el teniente general Zubair Mohamed Salih, y fueron honrados en el Palacio Republicano. Kigab, con Mirghani Abu Shana, se le atribuyó la organización de la carrera de bicicletas Al-Hasahisa de Jartum, en la que participaron mil ciclistas.

## Política
En 1996 Kigab estaba visitando a un pariente en Jartum y mientras veía la televisión del Sudán, escuchando una entrevista con el Coronel Mohamed Al-Amin Khalifa, el entonces presidente del Consejo Nacional de Transición (1992-1996), hablando de los requisitos para organizar elecciones, por ejemplo ser un ciudadano adulto, senso, sudanés, etc. Describía que las condiciones se le aplican, por lo que fue directamente a la sede de la Comisión Electoral, y se reunió con el Teniente General Abbas Madani, que estaba en el Comité Electoral.
Kigab le dijo a Madani su deseo de postergarse a la presidencia, a lo que Madani respondió: "Quieres competir con Al Bashir". Kigab respondió con "sí". Madani le dio entonces la forma de candidatura y le pidió a Kigab que lanzara su campaña electoral. Kigab fue al líder del Partido Umma, Sadiq al-Mahdi, quien aceptó apoyarlo. Después de eso Kigab llamó al expresidente Yaafar al-Numeiry, quien estaba en el exilio autoimpuesto en El Cairo. Nimeiri le dijo a Kigab que estaría con él junto con todos los mayans.
Como consecuencia en las elecciones generales de 1996, Kigab y otros 39 candidatos se postraron contra el titular Omar al-Bashir, que llegó después del golpe de Estado sudanés de 1989, y salieron victoriosos con el 75,4% de los votos. Los grupos de la oposición boicotearon las elecciones, alegando que eran injustos. Debido a la segunda guerra civil sudanesa no se llevó a cabo ninguna votación en 11 estados del sur.
Kigab se postuló como independiente y quedó en segundo lugar, recibiendo 133.032 votos, un 2,41% del total de votos. En esa ocasión su candidatura fue descrita como una "farsa", lo cual él negó.

## Vida personal
Kigab estuvo casado con Mashair Suwar al-Dhahab de la aldea de Al-Ghaddar en Estado Norte, Sudán. Ella es la nieta de Satti Majid, que esparció el Islam en los Estados Unidos en 1904 y pasó 30 años convirtiendo a 250.000 personas al Islam. Juntos tuvieron 2 hijas y 2 hijos, Abu Haef, Buthina, Nazek y Nawaf. Abu Haef, conocido como Abu Kigab, es un jugador profesional de baloncesto que fue clave para que Canadá ganara el Mundial Sub-19 de la FIBA en 2017.
Kigab se convirtió en ciudadano canadiense en 1979 y vivió entre Canadá y Sudán. Era conocido por ser un "verdadero showman".
Kigab murió tras una breve enfermedad en la ciudad de Nueva York el 17 de octubre de 2024.